# Walther P38
Walther P38 là một loại súng lục, súng ngắn bán tự động được thiết kế bởi nhà máy vũ khí Walther và Mauser của Đức và được sử dụng rộng rãi bởi quân đội Đức Quốc xã trong suốt thế chiến thứ hai. Nó cũng sử dụng loại đạn nổi tiếng 9x19mm như khẩu súng lục Luger P08, nó được thiết kế ra nhằm mục đích thay thế khẩu Luger đã lỗi thời. Mười mấy năm sau khi thế chiến hai kết thúc, một số biến thể khác của khẩu Walther P38 cũng ra đời.
Khi thế chiến thứ hai diễn ra, Walther P38 và Luger P08 đã trở thành 2 khẩu súng ngắn tiêu chuẩn của các sĩ quan lẫn cả binh lính Đức Quốc xã, nhưng các sĩ quan thì rất ít dùng Walther P38 bởi vì đối với họ nếu mang theo khẩu Luger thì chẳng khác nào mang theo một huân chương cao quý, còn khẩu P38 chỉ là một khẩu súng yếu ớt. Hầu hết kháng chiến quân ở châu Âu cũng dùng khẩu Walther P38 rất nhiều, chủ yếu họ mua lại từ các chợ đen bán súng lậu, một số thì cướp được của quân Đức lẫn với cảnh sát địa phương trong lúc đi truy lùng người Do Thái, một số thì dựa theo những bản mẫu rồi tự thiết kế tại nhà. Tuy được sử dụng chung trong một quân đội nhưng cũng có thể nói Walther P38 và Luger P08 là đối thủ của nhau trong suốt thế chiến thứ hai, 2 khẩu súng lục Walther PP và Walther PPK không thể là đối thủ của P38 hay Luger hay bất cứ khẩu súng lục nào khác vì chúng là những khẩu súng lục nhỏ nhất và có độ chính xác thấp nhất thời đó.
Đến những năm 1945 trở đi tức là thời kỳ chiến tranh Đông Dương thứ hai tiếp diễn, khi quân Pháp trở lại xâm lược Việt Nam một lần nữa thì họ đã mua một số lượng Walther P38 khá nhỏ giao lại cho những người mật thám. Chúng ta thấy trong những bộ phim hay trò chơi nói về đề tài chiến tranh Đông Dương thì không bao giờ thấy khẩu P38 do nó xuất hiện chưa đến 50 khẩu trong thời gian chiến tranh Đông Dương nên những đoàn làm phim cùng với những nhà thiết kế game cảm thấy không cần đưa nó vào bộ phim hay trò chơi mình tạo ra. Walther P38 chỉ xuất hiện trong những bộ phim hay trò game về đề tài thế chiến thứ hai như là phim Force 10 from Navarone, Schindler's List, Valkyrie, Defiance.... và những trò game Call of Duty, Medal of Honor....

## Các quốc gia sử dụng
- Đức Quốc xã
- Đế quốc Nhật Bản
- Nhật Bản
- Miến Điện
- Afghanistan
- Áo
- Chile
- Đông Đức: Sử dụng chủ yếu bởi cảnh sát và các tổ chức bán quân sự
- Tây Đức
- Đức: Biến thể P1
- Chad: Biến thể P1
- Na Uy: Được thay thế bởi Glock P80
- Đan Mạch
- Algérie
- Hàn Quốc
- Cộng hòa Dân chủ Nhân dân Triều Tiên
- Iraq: Người Kurdistan ở Iraq đã nhận 8000 khẩu P1 vào năm 2014
- Phần Lan: Dùng biến thể P1 bởi Lực lượng giữ gìn hòa bình Liên hợp Quốc  Phần Lan
- Argentina: Mục đích thử nghiệm
- Thụy Sĩ
- Thụy Điển: Biến thể HP
- Việt Nam Dân chủ Cộng hòa
- Cộng hòa Miền Nam Việt Nam
- Việt Nam
- Iraq:Kurdistan Region received 8,000 P1 pistols in 2014[1]
- Kazakhstan – at least up to 2007 were used as service pistol in private security companies[2]